# 구강암

2012년 100만 명 당 구강암으로 인한 사망 수
0-8
9-11
12-15
16-18
19-24
25-31
32-40
41-55
56-75
76-156

구강암(口腔癌, oral cancer, mouth cancer)은 두경부암의 일종으로, 구강에 발생하는 암 조직이다. 입 안에서 가장 일반적으로 통증이 없는 흰색 반점으로 시작하여 두꺼워지고 붉은 반점, 궤양이 생기고 계속 자란다. 입술에 생기면 일반적으로 치유되지 않고 천천히 자라는 지속성 딱지 궤양처럼 보인다. 다른 증상으로는 삼키기가 어렵거나 고통스럽거나, 목에 새로운 덩어리나 혹이 생기거나, 입이 부어오르거나, 입이나 입술이 마비된 느낌이 들 수 있다.
위험 요인에는 담배와 알코올 사용이 포함된다. 술과 담배를 모두 사용하는 사람은 둘 다 사용하지 않는 사람보다 구강암에 걸릴 위험이 15배 더 높다. 다른 위험 요인으로는 HPV 감염, 아랫입술의 태양 노출 등이 있다. 구강암은 두경부암의 하위 그룹이다. 진단은 해당 부위의 생검을 통해 이루어지며 CT 스캔, MRI, PET 스캔 및 검사를 통해 신체의 먼 부분으로 퍼졌는지 확인한다.
구강암은 담배 제품을 피하고, 알코올 음용을 제한하고, 아랫입술에 자외선 차단제를 바르고, HPV 예방 접종을 하고, 판을 피함으로써 예방할 수 있다. 구강암에 사용되는 치료에는 수술(종양 및 국부 림프절 제거), 방사선 요법, 화학 요법 또는 표적 요법의 조합이 포함될 수 있다. 치료 유형은 사람의 일반적인 건강 상태를 고려하여 암의 크기, 위치 및 퍼짐에 따라 달라진다.
2013년 구강암에 의해 135,000명의 사망자가 발생했으며, 이는 1990년 84,000명에서 상승한 것이다. 미국에서의 5년 생존률은 63%이다. 2018년 구강암은 전 세계적으로 약 355,000명에서 발생했으며 177,000명이 사망했다. 1999년과 2015년 사이 미국에서 구강암 발병률은 6% 증가했다(100,000명당 10.9명에서 11.6명으로). 이 기간 동안 구강암으로 인한 사망은 7% 감소했다(100,000명당 2.7명에서 2.5명으로). 구강암은 2015년 기준으로 미국에서 전체 5년 생존율이 65%이다. 이는 국소화되었을 때 진단된 경우 84%, 목의 림프절로 퍼진 경우 66%이며, 이는ㄹ 신체의 먼 부분으로 퍼졌다. 생존율은 또한 구강 내 질병의 위치에 따라 달라진다.

## 병인
- 전암 병터
- 흡연
- 음주
- 인유두종 바이러스
- 조혈줄기세포이식

## 치은암
치은암(齒銀癌, ulocarcinoma)은 구강암의 한 종류이다. 잇몸 조직에서 발병하는 종양이자 편평상피세포암이다.